# ローラン・ガメ
ローラン・ガメ (Laurent Gamet) はフランスの法学者、学者、弁護士。法学博士で、パリ・エスト大学法学部の正教授（学部長も兼任）。フランス労働法および比較労働法を研究。

## 生涯
ローラン・ガメは欧州外務省からラヴォアジエ奨学金を授与され、1997年にフィレンツェの欧州大学研究所に入所。博士論文のタイトルは「Les contrats de travail conclus au titre des dispositifs publics de mise à l'emploi : contribution à l'étude des contrats de travail spéciaux（公的雇用制度の下で締結された雇用契約：特別雇用契約の研究への貢献）。2001年、審査員全員一致で法学博士号を取得し、その論文はLGDJから出版された。
ローラン・ガメ教授はパリ弁護士会の会員でもあり、パリ控訴裁判所で弁護士として活躍している。2002年1月23日に就任し、ドクトリンのウェブサイトによると、2024年には262件の判決で言及されている。70人の弁護士で構成される法律事務所で弁護士として働き、その設立パートナーの一人でもある。2004年、キューバの詩人ラウル・リベロを弁護し、カーン記念館（フランス）で開催された国際人権擁護大会で優勝。

## アカデミック・キャリア

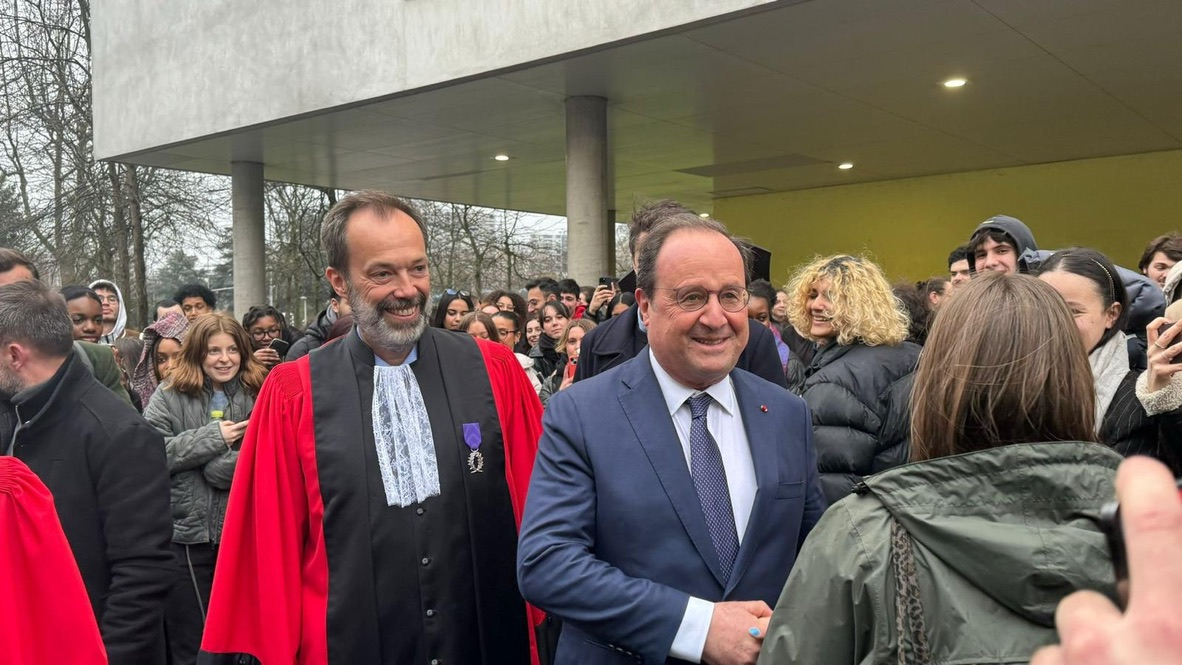
ローラン・ガメ学部長とフランソワ・オランド仏大統領。

パリ第12大学およびパリ政治学院の大学講師（労働法）。労働法、刑事労働法、社会保障法を専門とする。
2021年よりパリ・エスト法学部長、法学・政治学部長会議メンバー。フランス高等教育省の研究・高等教育評価高等評議会 の専門家。
ローラン・ガメ学部長は、1869年から続くフランスの重要な法曹団体であるSociété de législation comparéeの社会法部門の会長でもある。研究部門では日本、特に日本の福祉国家と日本の労働法における保障義務について研究してきた。

## 受章
- シュヴァリエ : 教育功労章（フランス）